# Amarochara loitensis
Amarochara loitensis – gatunek chrząszcza z rodziny kusakowatych i podrodziny rydzenic.
Gatunek ten opisał po raz pierwszy w 1996 roku Roberto Pace na łamach „Revue suisse de Zoologie”. Jako lokalizację typową wskazano Loita Hills w okolicach Morijo w kenijskim hrabstwie Narok.
Chrząszcz o błyszczącym, wydłużonym w zarysie ciele długości 2,7 mm. Głowa jest rudobrązowa, niesiateczkowana, o drobnym i dobrze zaznaczonym punktowaniu. Czułki mają wszystkie człony brązowo ubarwione. Rudobrązowe przedplecze jest drobno i wyraźnie punktowane oraz pozbawione siateczkowania. Brązowe pokrywy mają silnie zatarte ziarnistości i pozbawione są siateczkowania czy silnego punktowania. Barwa odnóży jest rudożółta. Rudobrązowy odwłok ma wyraźne ziarenkowanie, nie ma zaś siateczkowania. Genitalia samicy różnią się od tych u podobnej A. sparsa niezbyt cienką, rogowatą częścią proksymalną spermateki i znacznie bardziej rozbudowaną jej nabrzmiałością dystalną.
Owad afrotropikalny, znany wyłącznie z Kenii. Spotkany na rzędnych 2050 m n.p.m.